# 야구가 좋다
야구가 좋다는 화요일 ~ 금요일 밤 8시 20분에 KBS 2TV로 방송되었던 스포츠 프로그램이다.
2013년 5월 14일 야심차게 첫 방송을 시작했으나 방송시간이 야구중계와 겹쳐 시청률 저조를 보였고 결국 방송 1개월 조금 넘은 2013년 6월 28일 폐지되었다.

## 기획 의도
경기가 진행되고 있는 프로야구 4개 구장의 소식을 실시간으로 종합하고 현재 상황과 전문가의 분석까지 전달하는 야구 전문 프로그램이다.

## 진행자
- 김현태, 최희 : 2013.5.14 ~ 2013.6.28

## 방송 시간
| 방송 채널 | 방송 기간                         | 방송 시간                                  |
| --------- | --------------------------------- | ------------------------------------------ |
| KBS 2TV   | 2013년 5월 14일 ~ 2013년 6월 28일 | 매주 화요일 ~ 금요일 밤 8:20 ~ 8:50 (30분) |

## 같이 보기
- 아이 러브 베이스볼 (KBS N 스포츠)